# Robin Tonniau
Robin Tonniau, né le 3 mai 1985 à Renaix, est un ouvrier, syndicaliste et homme politique belge, membre du Parti du travail de Belgique (PTB).

## Biographie
Robin Tonniau nait le 3 mai 1985 à Renaix. Il a grandi dans le lotissement social De Stookt. Il a travaillé comme ouvrier dans l'industrie pendant seize ans, dont onze ans dans le secteur automobile : de 2003 à 2006, il a travaillé comme ouvrier chez Volkswagen Forest et de 2011 à 2019, il a été travailleur de nuit chez Volvo Cars à Gand. Il est devenu militant syndical pour la Centrale de l'industrie du Métal de Belgique et a participé à une grève de quatre jours en septembre 2017. Après cette action, Tonniau a été suspendu pendant cinq jours par son employeur, ce qu'il a contesté devant le tribunal du travail. En 2020, le juge l’a suivi dans son raisonnement selon lequel il y avait une discrimination syndicale ; Volvo Car a dû payer six mois de salaire et payer les frais de justice.
Aux élections législatives fédérales de 2024, Robin Tonniau est élu à la Chambre des Représentants.